# Artaria
Cugini Artaria è stata una delle più importanti case editrici musicali del tardo XVIII e XIX secolo. Fondata nel XVIII secolo a Vienna, la società è associata a molti nomi di spicco dell'era classica.

## Storia
È stata fondata dai cugini Carlo Artaria, figlio di Cesare, e Francesco Domenico, nativi di Blevio, i quali aprirono nel 1760 a Vienna, sotto la ragione "Cugini Artaria", un negozio di stampe.  Nel 1780 aggiunsero un'editoria musicale ch'ebbe dal 1804 il suo massimo sviluppo sotto il successore Domenico Artaria (1775-1842), nipote di Carlo. La sua prima collaborazione musicale fu con il compositore austriaco Joseph Haydn, che gli pubblicò più di 300 opere, compresi i suoi quartetti d'archi. Il valore delle opere di Haydn spinsero Artaria al vertice del mondo dell'editoria musicale nel tardo XVIII secolo.
Grazie al suo aiuto Artaria è riuscita ad espandersi fino a garantire i diritti sulle opere di altri importanti compositori classici come Mozart, Beethoven, Rossini, Hummel, Schubert, Moscheles, Giuliani, Clementi, Czerny, Legnani, Blangini ed altri. Partner dal 1793 al 1798 fu anche il pittore italiano Tranquillo Mollo, che divenne molto noto a Vienna dal 1798.
Durante la sua vita, Artaria fu il principale editore di Mozart. A partire dal 1793, Artaria pubblicò diverse opere giovanili di Ludwig van Beethoven, tra cui 93 manoscritti, fra cui quelli delle ultime sonate, op. 110 e 111.
Alla morte di Domenico prese le redini dell'azienda suo figlio Augusto. Con la sua posizione cessarono le pubblicazioni per le opere musicali, e diede spazio al commercio delle stampe e oggetti d'arte e per le pubblicazioni geografiche, come prodotti dell'Istituto di geografia militare, la Mappa generale della Grecia.
Successivamente fu venduta la raccolta d'autografi e nel 1901 l'azienda fu venduta per 200.000 marchi, alla Biblioteca reale di Berlino. Nel 1905 anche tutte le antiche pubblicazioni musicali della Casa passarono in proprietà dell'editore Giuseppe Weinberger di Vienna. Le cartografie furono acquisite da Freytag & Berndt nel 1920. Il negozio d'arte, che si occupava principalmente di incisioni, è stato chiuso alla fine del 2012.